# Lee Hodson
Lee James Stephen Hodson (Borehamwood, 2 de outubro de 1991) é um futebolista profissional norte-irlandês que atua como defensor, atualmente defende o Milton Keynes Dons.

## Carreira
Lee Hodson fez parte do elenco da Seleção Norte-Irlandesa de Futebol da Eurocopa de 2016.